# Timor Telecom

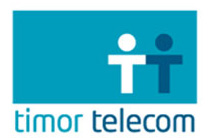
Logo der Timor Telecom

Die Timor Telecom (TT) ist eine Telekommunikationsfirma in Osttimor. Sie hatte ursprünglich das staatliche Monopol für Telekommunikation im Land. Ihren Sitz hat die Firma in der Landeshauptstadt Dili im Timor Plaza.

## Eigentümer
Größter Eigner ist (Stand Januar 2014) die Portugal Telecom (PT), deren Anteile sich auf PT, TPT und PT Participações, SGPS (3,05 %) verteilen. Hinter TPT steht mit 76 % die PT selbst, mit 18 % die Harii Stiftung - Sociedade para o Desenvolvimento de Timor-Leste, die mit der Diözese Baucau verbunden ist und mit 6 % die Fundação Oriente. Weitere Anteilseigner der Timor Telecom sind der Staat (20,59 %), die VDT Operator Holdings aus Macau (17,86 %) und der osttimoresische Geschäftsmann Júlio Alfaro (4,49 %).

## Geschichte
Die Timor Telecom wurde am 17. Oktober 2002 gegründet. Bei der Unabhängigkeit 2002 war ein Großteil der Telekommunikationseinrichtungen im Land noch durch die Operation Donner 1999 zerstört. Das GSM-Netz wurde von der Timor Telecom aufgebaut. Am 1. März 2003 begann man mit dem Betrieb in Dili, Lospalos, Baucau und Pante Macassar. Auch die ersten Läden wurden in diesem Jahr in Dili eröffnet. 2004 wurde auf Atauro die erste Telekommunikationsstation eröffnet. In Baucau und Gleno öffneten weiter Läden. 2005 folgten Läden in Maliana, Suai und Pante Macassar. 2006 erschien das erste Telefonbuch im unabhängigen Osttimor. 2007 folgten die ersten Gelben Seiten (auch online) und das Angebot von Voice Mail. Neben einem neuen SMS-Zentrum in Dili wurde ein weiterer Laden in Comoro eröffnet.
Mit der chinesischen ZTE wurde von der Timor Telecom 2009 ein Vertrag geschlossen, um das Mobilfunksystem weiter auszubauen und Wideband CDMA zu etablieren. Neue Läden öffneten in Colmera (Dili), Vila de Liquiçá, Aileu, Manatuto, Ainaro, Same und Lospalos.

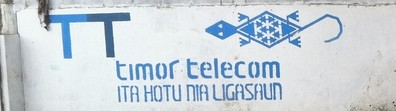
Mauerbemalung mit dem seit 2010 gebräuchlichen Tokeh-Symbol

Das Monopol der Timor Telecom wurde 2010 von der Regierung aufgehoben, um den freien Wettbewerb zu ermöglichen. Im selben Jahr wurde das neue Firmenlogo mit dem Tokeh eingeführt und das erste Internet-Gemeindezentrum eröffnet. Erstmals verlegte man in Dili Glasfaserkabel und das Nachrichtenportal Sapo.tl wurde gestartet.
2012 wurden in Dili drei neue Läden eröffnet. Am 28. Juni wurde bekanntgegeben, dass PT Telekomunikasi Indonesia International (Telin) und Digicel Pacific Limited (Digicel) Lizenzen erhalten. 2013 wurde ein neues Call Centre eröffnet.
Die Marktdurchdringung mit Handys steigt stetig. 2014 hatten bereits 63 % der Einwohner ein Mobiltelefon. 86 % der Landesfläche ist durch das Mobilnetz abgedeckt, damit sind über 470.000 Mobilkunden erreichbar.
Seit August 2014 bietet die Timor Telecom Wikipedia Zero an. Seiten der Wikipedia können nun von TT-Kunden kostenlos auf dem Mobiltelefon aufgerufen werden. Seit September kann TT durch Verwendung des O3b-Netzwerks Hochgeschwindigkeitsbreitband-Internetzugang anbieten.

## Ehrungen
Am 19. Mai 2012 wurde der Timor Telecom von Staatspräsidenten José Ramos-Horta die Insígnia des Ordem de Timor-Leste verliehen.